# Grande Bermude
Grande Bermude est l'île principale de l'archipel des Bermudes. Avec environ 40 km2, répartis sur 19 km de longueur et 2 km de largeur, elle représente les trois quarts de la superficie de l'archipel, et rassemble les neuf dixièmes de sa population soit 60 000 habitants. La capitale des Bermudes, Hamilton, se trouve sur sa côte Nord.